# Juan Carlos Cáceres

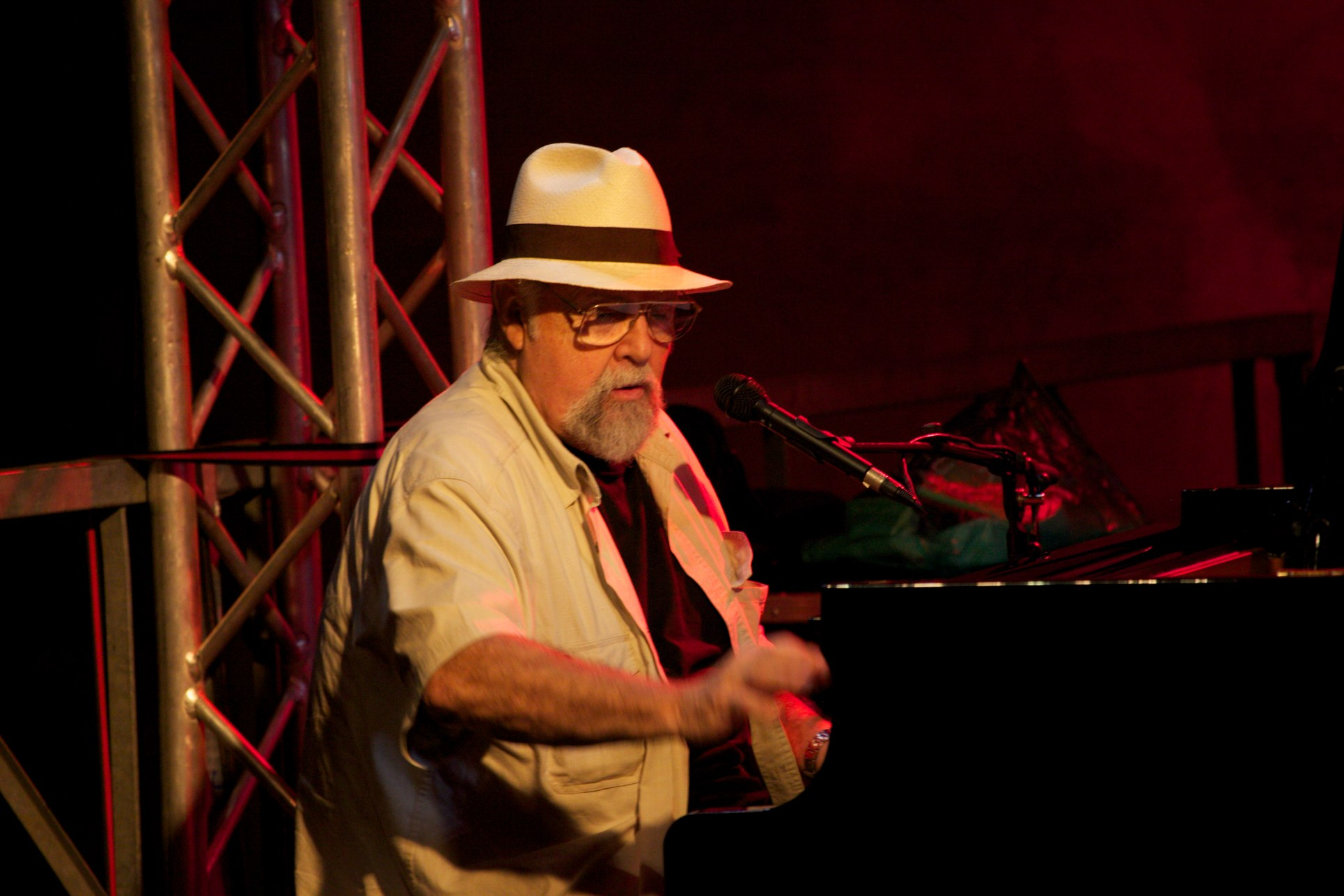
Juan Carlos Cáceres (2012)

Juan Carlos Cáceres (ur. 4 września 1936 w Buenos Aires, zm. 5 kwietnia 2015 w Périgny) – wokalista, kompozytor i malarz pochodzenia argentyńskiego. 
Jako dziecko był pod wpływem różnych rodzajów muzyki tanga: candombe, habanery, fandango, milonga, aż po tango. Był m.in. pod wpływem nagrań Anibala Troilo. Studiował malarstwo w Buenos Aires, gdzie związany był z jazzowym klubem Cueva de Passarato. Od 1968 roku jest związany z Paryżem od 1968 gdzie grał z Marie Laforêt, stworzył zespoły Malon i Gotan, wykładał historię sztuki i muzyki m.in. historię muzyki w dolinie River Plate. Pod koniec życia tworzył, nagrywał i wykonywał muzykę tanga, candombe, murga i milongi. Jego muzyka była pod wpływem motywów afrykańskich.

## Życiorys
- Leymarie, Isabelle. Juan Carlos Caceres: interview with the Argentine singer, instrumentalist and painter. Unesco Courier. (Październik 1996): 48-52.

## Dyskografia
- Tango Negro Trio (2007)
- Murga argentina (2005, Manana)
- From Buenos Aires to Paris Best of 1958-2003 (2003, Mélodie)
- Toca Tango (2001, Mélodie)
- Tango Negro (1998, Mélodie)
- Live à la Chapelle (1997, Mélodie)
- Intimo (1996, Mélodie)
- Sudacas (1994, Mélodie)
- Solo (1993, Mélodie)